# Erfurter Union

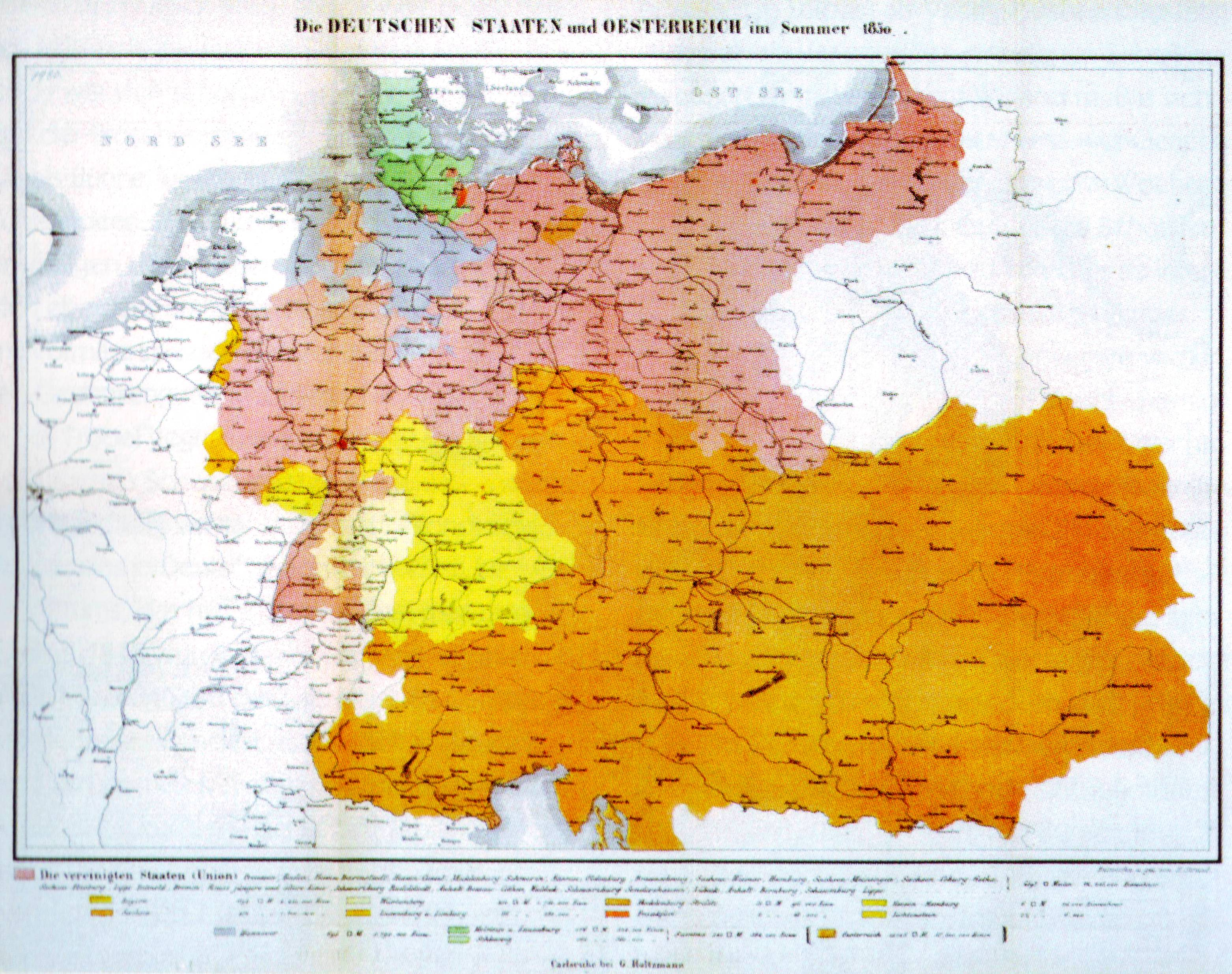
Zeitgenössische Karte mit den Staaten der Union in hellrosa, etwa Anfang 1850

Die Erfurter Union oder Deutsche Union war ein Versuch Preußens in den Jahren 1849/50, den Deutschen Bund durch einen deutschen Nationalstaat zu ersetzen. Noch während Preußen die Revolution von 1848/49 niederschlug, lud es im Mai 1849 andere deutsche Staaten im Dreikönigsbündnis zu diesem Bundesstaat ein. Der Erfurter Verfassungsentwurf war eine konservative Variante der Paulskirchenverfassung und erteilte den übrigen Fürsten eine wichtigere Rolle.
Ursprünglich sollte dieser Einigungsversuch ein „Deutsches Reich“ gründen. Weil wichtige Gründungsmitglieder wie Hannover und Sachsen sich im Laufe der Monate vom Projekt abwandten, wurde der zu gründende Nationalstaat im Februar 1850 in „Union“ umbenannt. In der Geschichtswissenschaft spricht man von der „Erfurter Union“, weil das Erfurter Unionsparlament in der preußischen Stadt Erfurt zusammenkam.
Das Unionsparlament tagte im März und April 1850. Es nahm den Verfassungsentwurf an und sah damit die Verfassung als vereinbart an. Liberale Änderungen wurden den Regierungen nur empfohlen. Allerdings verfolgte Preußen sein Unionsprojekt zeitweise nur halbherzig, da Hochkonservative in der Regierung den Verfassungsentwurf noch zu liberal fanden. Preußen war letztendlich vor allem auf den eigenen Machtgewinn aus. Eine Union war ein möglicher Weg dazu, aber kein Ziel an sich.
Im Mai 1850 erklärten sich nur zwölf Unionsstaaten (von einst 26) dazu bereit, die Unionsverfassung als gültig anzuerkennen. In der Herbstkrise 1850 musste Preußen auf österreichisch-russischen Druck hin die Unionspolitik endgültig aufgeben. Der Deutsche Bund wurde im Sommer 1851 wieder in alter Form aktiviert.

## Bezeichnungen

Deutschlandkonzepte: Begriffe

Deutschlandkonzepte: Pläne und Verfassungen

In der Revolutionszeit 1848/1849 wurde der zu errichtende deutsche Staat als deutscher Bundesstaat (im Zentralgewaltgesetz) oder später als deutsches Reich bezeichnet. Diese Bezeichnungen wurden dann auch für den Einigungsversuch verwendet, der als Erfurter Union bekannt wurde. Der wichtigste Vertrag dazu, das Dreikönigsbündnis vom 26. Mai 1849, spricht allerdings nur von einem Bündniß und daneben von einer Reichs-Verfassung. Der beigelegte Verfassungsentwurf hatte den Titel Verfassung für das deutsche Reich, genauso wie sein Vorbild, die Frankfurter Reichsverfassung.
Nach dem Konzept des Gagernschen Doppelbundes sollte der deutsche Nationalstaat zusammen mit Österreich einen weiteren (im Sinne von weiter gefassten) Bund bilden. Dieser weitere Bund wurde damals „deutsche Union“ genannt. Dies ist nicht zu verwechseln mit dem Bundesstaat, der im Februar 1850 selbst die offizielle Bezeichnung Deutsche Union statt Deutsches Reich erhielt. Entsprechend passte man die übrigen Bezeichnungen an.

## Anfänge und Dreikönigsbündnis April/Mai 1849

### Ausgangslage

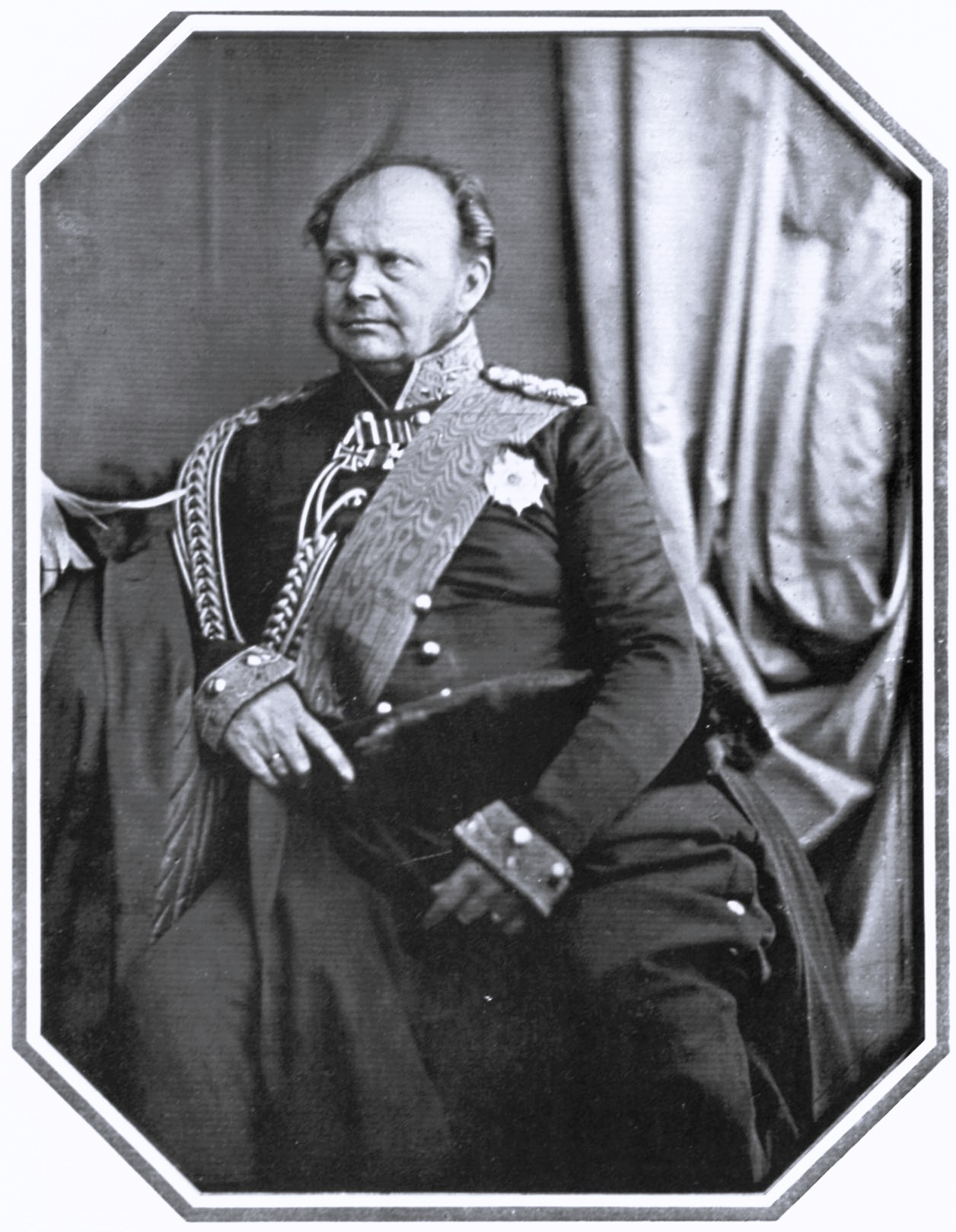
Friedrich Wilhelm IV. von Preußen
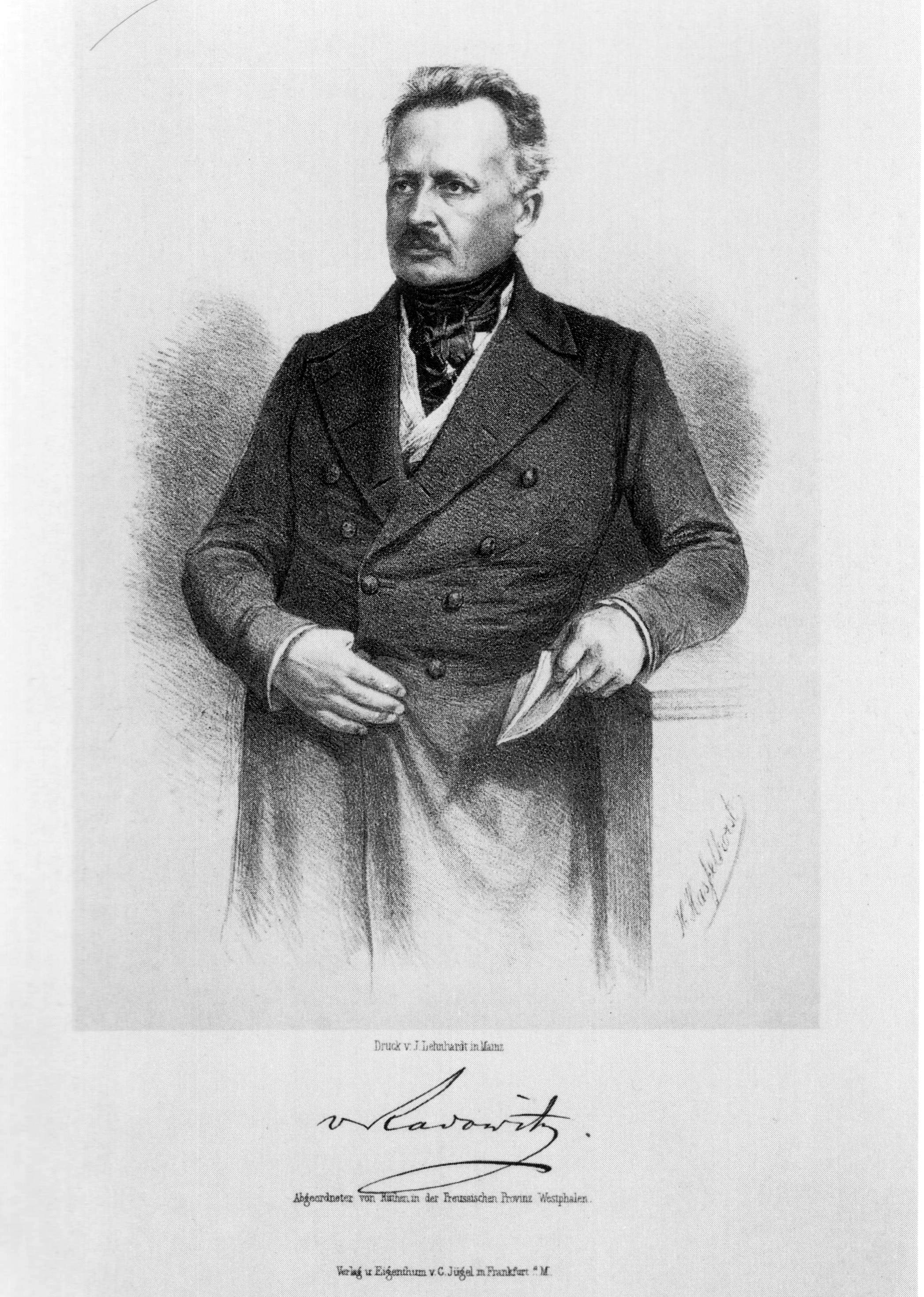
Joseph von Radowitz, preußischer General
Entwicklungen in Deutschland, März bis Mai 1849

In der Revolutionszeit hatte Friedrich Wilhelm IV. immer wieder Signale ausgesendet, dass er bereit sei, an die Spitze eines deutschen Bundesstaates zu treten. Die Frankfurter Reichsverfassung lehnte er innerlich ab, weil sie von Liberalen und Demokraten beschlossen wurde. Außerdem wünschte er sich eine konservativere Verfassung und scheute sich vor dem Titel eines Kaisers. Schließlich war es ihm wichtig, die Zustimmung seiner Standesgenossen, der anderen deutschen Fürsten, zu erhalten. Ansonsten wären die größeren Staaten dem Bundesstaat nicht beigetreten.
Sein wichtigster Berater in diesen Fragen war Joseph von Radowitz, der in der Frankfurter Nationalversammlung auf der Rechten saß und dennoch dafür stimmte, die Kaiserwürde dem preußischen Monarchen zu übertragen. Radowitz’ jetziger Einigungsplan kam dem König gelegen, um nicht nur bloß negativ zur deutschen Frage zu stehen. Bereits am 3. April 1849, als Friedrich Wilhelm IV. die Kaiserkrone ablehnte, ließ er die übrigen deutschen Staaten wissen, dass er an die Spitze eines Bundesstaates treten wolle, an dem diejenigen Staaten teilnehmen sollten, die dies wünschten.

### Unionsakte und Dreikönigsbündnis

Verfassungsdiagramm für die Erfurter Union, nach dem Stand 1850

Radowitz übernahm im Wesentlichen den Plan eines Doppelbundes, wie ihn der liberale Reichsministerpräsident Heinrich von Gagern entwickelt hatte. Demnach sollte Preußen mit den übrigen deutschen Staaten, außer Österreich, einen engeren Bund bilden (Kleindeutschland). Dieser engere Bund, ein Bundesstaat, sollte dann mit ganz Österreich über einen weiteren Bund verknüpft sein. In einer Denkschrift vom 9. Mai bot die preußische Regierung Österreich eine „Unionsakte“ an. Dieser zufolge würden der deutsche Bundesstaat einerseits und die österreichische Monarchie andererseits die „deutsche Union“ gründen, als einen unauflösbaren völkerrechtlichen Bund, der dem Deutschen Bund geähnelt hätte, aber mehr Kompetenzen und eine Exekutive bekommen sollte: In diesem Direktorium mit Sitz in Regensburg wären Österreich und der Bundesstaat mit jeweils zwei Mitgliedern vertreten gewesen, wobei Österreich den „Geschäfts-Vorsitz“ innehaben durfte. Doch Österreich lehnte den Doppelbund ab.
Zu einer Konferenz in Berlin, die ab dem 17. Mai tagte, waren außer Preußen (vertreten durch Joseph von Radowitz) die vier übrigen Königreiche im Deutschen Bund vertreten: Bayern (vertreten durch Maximilian von Lerchenfeld-Köfering), Württemberg (vertreten durch Karl August von Wangenheim), Hannover (vertreten durch Johann Carl Bertram Stüve) und Sachsen (vertreten durch Friedrich Ferdinand von Beust). Die süddeutschen Königreiche Bayern und Württemberg lehnten eine Beteiligung an der Union ab, doch mit Sachsen und Hannover unterzeichnete Preußen am 26. Mai das Dreikönigsbündnis. Sachsen und Hannover gaben aber schon damals bekannt, dass sie der späteren Verfassung nur beitreten würden, wenn alle deutschen Staaten (außer Österreich) dies tun würden.
Die Kleinstaaten beispielsweise in Thüringen fühlten sich zunächst noch an ihre Zusage zur Frankfurter Reichsverfassung gebunden. Nach der endgültigen Absage des Preußenkönigs wurden die Bruchstellen zwischen Liberalen und Demokraten sichtbar, und die Unruhen bei der Reichsverfassungskampagne machten die Regierungen und die Liberalen für die Unionspolitik empfänglich. Doch es gab auch skeptische Stimmen, einerseits, weil Preußen offensichtlich seine Macht ausdehnen wollte, andererseits, weil in Thüringen ebenfalls Aufstände ausbrechen konnten, wenn die Regierungen plötzlich die Reichsverfassung aufgäben.
Langsam wurde der Widerstand aber überwunden. So stimmte zuerst der Landtag in Weimar mit 20 zu 13 Stimmen am 21. Juli 1849 für den Beitritt. Zuletzt trat Sachsen-Coburg-Gotha bei, wofür Herzog Ernst II. den widerstrebenden Landtag auflösen musste. Ernst zufolge konnte nur ein preußisch geführter Bundesstaat die Bedürfnisse Deutschlands auf dem Gebiet der Sicherheit, Innen- und Wirtschaftspolitik erfüllen.

### Verfassungsdokumente
Der Verfassungsentwurf, der am 28. Mai 1849 veröffentlicht wurde, war größtenteils eine wörtliche Kopie der Frankfurter Reichsverfassung, die gerade einmal zwei Monate älter war. Der Grundrechtskatalog wurde verkürzt und teilweise durch Gesetzesvorbehalte eingeschränkt, und die Einzelstaaten sollten selbständiger bleiben. Vor allem hätte der preußische König als Kaiser, dessen Titel nun Reichs- und später Unionsvorstand war, seine Mitwirkung bei der Gesetzgebung mit den Fürsten teilen müssen. Ein Fürstenkollegium, in dem Preußen eine von sechs Stimmen hatte, hätte die Befugnisse bei der Gesetzgebung ausgeübt. Statt eines aufschiebenden Vetos, wie in der Frankfurter Reichsverfassung, hätte das Kollegium sogar ein absolutes Veto gehabt, es hätte Gesetze also ganz verhindern können.
Zeitgleich mit dem Verfassungsentwurf erschien ein Erfurter Wahlgesetz. Während das Frankfurter Vorbild noch eine allgemeine, gleiche und direkte Wahl vorgesehen hatte, wurde nun ein Dreiklassenwahlrecht eingeführt, das noch strenger als das preußische war. Ferner wurden Bestimmungen für ein Schiedsgericht mit Sitz in Erfurt veröffentlicht. Eine Denkschrift vom 11. Juni gab eine offizielle Interpretation für den Verfassungsentwurf.
Am 26. Februar 1850 wurde eine Additional-Akte zum Verfassungsentwurf beschlossen. Mit diesen Änderungen trug man den jüngsten Entwicklungen Rechnung. Das Reich wurde in Union umbenannt, und da Bayern und andere Staaten sich nicht beteiligten, passte man die vorgesehene Anzahl an Sitzen für das Parlament an.

## Provisorisches Bestehen

### Mitglieder
Im Dezember 1849 schlossen sich die beiden Hohenzollern-Staaten in Süddeutschland Preußen an. Damit gab es insgesamt noch 36 deutsche Länder. Davon sind acht nie der Erfurter Union beigetreten, außer Österreich waren dies: Bayern (das am 27. Mai 1849 abgelehnt hatte), Württemberg (das im September sich ausweichend erklärte), Schleswig und Holstein, Luxemburg-Limburg, Liechtenstein, Hessen-Homburg und Frankfurt. Am 20. Oktober schieden Hannover und Sachsen de facto aus, weil die Wahlen zum Parlament gegen ihre Stimmen im Verwaltungsrat ausgeschrieben worden waren. Ende 1849 hatte das Bündnis als Mitglieder: Preußen (mit Hohenzollern), Kurhessen, Baden, Hessen-Darmstadt, beide Mecklenburg, Oldenburg, Nassau, Braunschweig, Sachsen-Weimar, Sachsen-Altenburg, Sachsen-Coburg-Gotha, Sachsen-Meiningen, Anhalt-Dessau, Anhalt-Köthen, Anhalt-Bernburg, beide Schwarzburg, beide Lippe, beide Reuß, Waldeck, Hamburg, Bremen, Lübeck.
Hannover gehörte der Union formell bis zum 21. Februar 1850 an, Sachsen bis zum 25. Mai. Am 12. Juni gab es noch 22 Mitglieder der Union. Kurhessen, Hessen-Darmstadt, Mecklenburg-Strelitz und Schaumburg-Lippe fehlten. Anfang August 1850 entschied Baden sich zum Austritt spätestens zum 15. Oktober, dem Ablauf des Provisoriums.

### Verwaltungsrat im Ringen zwischen Preußen und Österreich

März/April 1850: Unionsstaaten (gelb) und Staaten des Vierkönigsbündnisses (rot)
Unionsstaaten im Herbst 1849

Wie im Bündnisvertrag vorgesehen, wurde ein „Verwaltungsrath“ eingerichtet, der mit Vertretern der Staaten bestückt wurde. Eine Hauptaufgabe war die Vorbereitung von Wahlen. Am 19. Oktober kam er bezüglich der Einberufung des Reichstags (des Unionsparlaments) mit dem Vorschlag, dass dieser in Erfurt tagen solle. Die einstimmige Bestätigung folgte aber erst auf einer Verwaltungsratssitzung am 17. November, wobei Preußen einigen Druck auf Vertreter anderer Staaten hatte ausüben müssen. Hannover und Sachsen nahmen die Wahlen zum Anlass, ihren Vorbehalt gegen die Union geltend zu machen. So beendeten sie schon am 9. Oktober ihre Mitarbeit im Verwaltungsrat.
Österreich hatte im März 1849 seinen Plan für ein Großösterreich veröffentlicht, demzufolge sein gesamtes Staatsgebiet dem Deutschen Bund beitreten sollte. Ein Nationalparlament lehnte Österreich ab. In seinem Interesse lag daher zunächst die Wiederherstellung des Bundes. Am 30. September 1849 erreichten Österreich und Preußen noch einen Kompromiss in einer verwandten Frage: Nach dem Ende der Nationalversammlung im Mai hatte die Provisorische Zentralgewalt noch fortbestanden. Preußen wollte sich ihre Befugnisse sichern, etwa über die Bundesfestungen und die Reichsflotte, aber Reichsverweser Johann von Österreich beharrte auf seinem Posten. Bei der Einigung vom 30. September übernahm eine gemeinsame österreichisch-preußische Bundeszentralkommission die Befugnisse.
Das entsprach nicht dem Sinn Radowitz’, weil Preußen so den Fortbestand des Deutschen Bundes anerkannte. Doch sein König, der den Bund als Dach über dem künftigen Bundesstaat ansah, war dafür. Die Einigung trug zur Beendigung der Revolution bei. Außerdem gewann Preußen Zeit für eine konservative Revision des Verfassungsentwurfs (die Bundeszentralkommission sollte bis zum 1. Mai 1850 tätig sein). Im Verwaltungsrat waren die Mittelstaaten wie Hannover dafür, weil so das Verhältnis zwischen Bundesstaat und Österreich weiter geklärt werden konnte, während die Kleinstaaten eher eine Gefahr für den Nationalstaat sahen.
Österreich erreichte am 27. Februar 1850 einen bedeutenden Erfolg, als die von ihm beeinflussten Königreiche Bayern, Sachsen, Hannover und Württemberg das Vierkönigsbündnis schlossen. Der Deutsche Bund sollte nach einer Bundesreform wieder ins Leben gerufen werden, und zwar mit allen Teilen Österreichs. Das lief auf den Großösterreich-Plan hinaus. Allerdings sollte es eine Bundesregierung (ein siebenköpfiges Direktorium) und ein Parlament geben, deren Mitglieder von den Landtagen ernannt werden sollten. Dieser österreichisch-süddeutsche Plan bot „den wankelmütigen Unionsstaaten eine starke Auffangstation“, so Gunther Mai. Aus taktischen Gründen akzeptierte Österreichs Ministerpräsident Schwarzenberg die indirekt gewählte Volksvertretung.
Als Hannover am 21. Februar 1850 die Erfurter Union förmlich verließ, reichte der Verwaltungsrat am 4. März Klage vor dem Bundesschiedsgericht der Union ein. Schließlich hatten Hannover und Sachsen einen Vertrag mit Preußen geschlossen. Allerdings war es mehr als fraglich, dass die Union ein Land zur Bundestreue zwingen konnte. „Der Verwaltungsrat der Union nahm am 24. Mai 1850 seine Sitzungen wieder auf, um die Konstituierung des provisorischen Fürstenkollegiums einzuleiten.“ Es kam am 12. Juni beisammen.

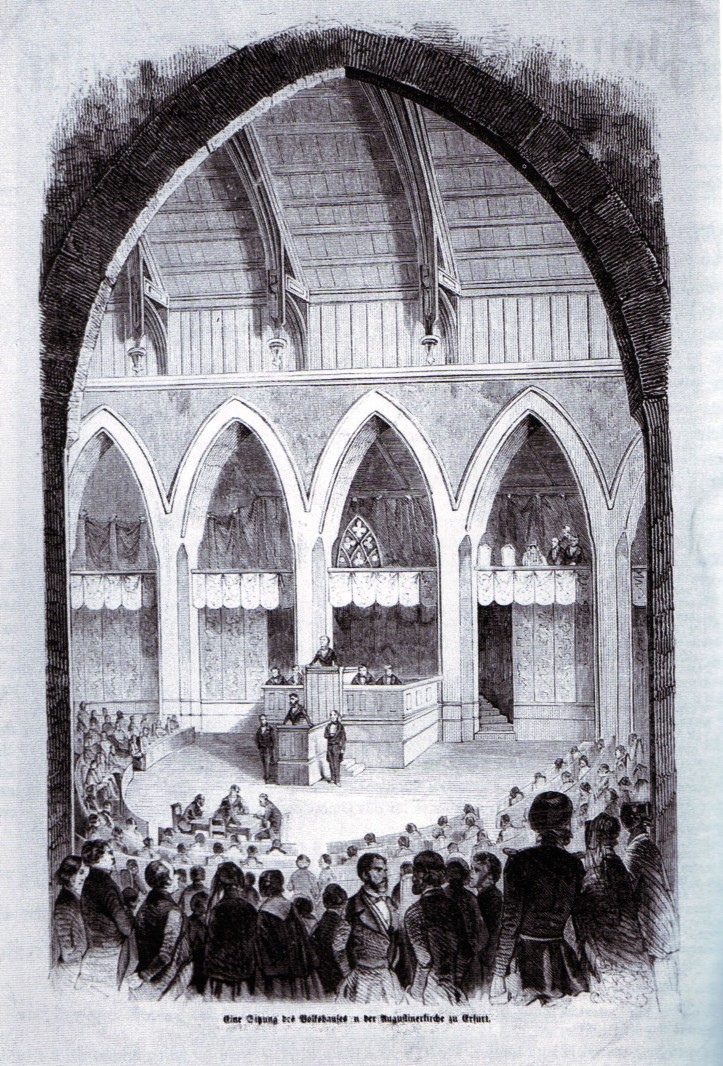
Das Erfurter Unionsparlament tagte in der Augustinerkirche, hier eine Sitzung des Volkshauses

### Unionsparlament März/April 1850
Ende Juni 1849 trafen sich die rechten Liberalen aus der Frankfurter Nationalversammlung in Gotha, um über den Verfassungsentwurf des Dreikönigsbündnisses zu beraten. Auf diesem „Gothaer Nachparlament“ stellten sie ihre Bedenken zurück, um einem Bundesstaat nicht im Wege zu stehen. Das Dreiklassenwahlrecht im Wahlgesetz kam ihren Vorstellungen teilweise sogar entgegen, weil es die Reichen bevorzugte.
Die Demokraten hingegen lehnten den Entwurf scharf ab und empörten sich über die Liberalen, die in Frankfurt versichert hatten, nicht von der Frankfurter Reichsverfassung abzuweichen. Sie boykottierten dann auch die Wahlen zum Erfurter Unionsparlament Ende 1849 / Anfang 1850. Folglich war die Wahlbeteiligung sehr niedrig. Wegen des Boykotts und der geringeren Siegesaussichten für linke Kandidaten wurden vor allem Liberale gewählt, dazu auch Konservative.
Das Volkshaus (das Unterhaus, die Zweite Kammer) wurde von November 1849 bis Januar 1850 in den Einzelstaaten von den Wahlberechtigten gewählt. Die Mitglieder des Staatenhauses hingegen wurden, zwischen August 1849 und März 1850, von den Einzelstaaten ernannt. Die Hälfte der Staatenhausmitglieder ernannte die jeweilige Landesregierung, die andere Hälfte das jeweilige Landesparlament. Bei Bedarf, etwa wenn ein Mitglied sein Mandat niederlegte, konnte es eine Nachwahl geben.
Am 20. März 1850, bei der Eröffnung des Parlaments, legte Radowitz die Verfassungsdokumente zur Beratung vor. Die liberale Mehrheit im Parlament wollte den Entwurf als Ganzen annehmen, damit der Bundesstaat unverzüglich eine Verfassung hatte und letztgültig eingerichtet werden konnte. Die Konservativen, und plötzlich auch der preußische König, wollten den Entwurf noch konservativer machen. Einige Rechte und auch Großdeutsche legten es darauf an, den Bundesstaat ganz zu verhindern.
Die Liberalen setzten sich aber durch. Zusätzlich zur Verfassung nahm das Parlament noch Änderungsvorschläge der Liberalen an, wobei es den Regierungen die Wahl ließ, ob sie den Änderungen zustimmen wollten. Dies geschah auf der letzten Sitzung des Parlaments, am 29. April 1850, das daraufhin vertagt wurde. Es hatte nur knapp sechs Wochen gearbeitet.

### Ende der Union

Deutsche Herbstkrise 1850, mit den Staaten der Erfurter Union in gelb
Unionsstaaten im Februar 1850

Radowitz hatte im Unionsparlament, gegen seinen Willen, eine konservative Verfassungsrevision fordern müssen. Dass das Parlament den Verfassungsentwurf en bloc annahm, freute ihn. Doch der Widerstand der Hochkonservativen blieb, Österreich wollte den Bundestag wiederherstellen, und Russland signalisierte seine Sympathie für Österreich. Auch die Kreuzzeitungspartei mit Preußens Innenminister Otto Theodor von Manteuffel zweifelte am Unionsprojekt. Dabei hing Radowitz’ Position allein vom beeinflussbaren preußischen König ab; im Frühjahr 1850 war er politisch mehr oder weniger isoliert.
König Friedrich Wilhelm IV. lud die Vertreter der Unionsstaaten nach Berlin ein, um über die Annahme der Verfassung zu sprechen. Auf diesem Fürstenkongress vom 8. Mai 1850 waren 26 Mitglieder vertreten, doch nur zwölf wollten ohne Vorbehalt die Verfassung annehmen. So trat sie nicht ins Leben. Obwohl beschlossen wurde, dass die Union vorläufig zwei weitere Monate bestehen sollte, war das Projekt damit bereits am Ende. Das Interesse nahm auf allen Seiten rapide ab, sowohl beim wankelmütigen König als auch beim preußischen Establishment als auch bei den enttäuschten Liberalen.
Im Sommer und Herbst 1850 konnte Österreich mehr und mehr Staaten hinter sich bringen. Am 2. September kam ein wiederbelebter Bundestag beisammen. Der preußisch-österreichische Konflikt spitzte sich zu, als Bundestruppen dem bedrängten Fürsten von Kurhessen zu Hilfe kamen, während preußische Truppen die Heeresstraßen in Kurhessen schützen sollten, Straßen, die die preußische Ost- und Westhälfte miteinander verbanden. Radowitz’ Stunde schien gekommen zu sein, und für sechs Wochen gehörte er sogar dem preußischen Kabinett an, als Außenminister.
Doch der im November drohende Krieg konnte abgewendet werden. Stattdessen verständigten Österreich und Preußen wieder auf eine Zusammenarbeit, die in der Olmützer Punktation vom 29. November 1850 festgelegt wurde. Der Deutsche Bund sollte wieder vollständig eingerichtet werden, Preußen musste seine Unionspolitik endgültig aufgeben.

## Bewertung
Der Historiker Hans-Ulrich Wehler meinte, die Unionspolitik habe einen Bundesstaat zustande bringen wollen, ohne einen Hegemonialkrieg gegen Österreich führen zu müssen – „die Quadratur des Zirkels“. Dieser „kühne politische Handstreich“ im „strategischen Fenster“ des Frühjahrs 1849, meint auch Gunther Mai, benötigte aber Zeit und Macht, also die Rückendeckung des Preußenkönigs. „Beides hatte Radowitz nicht, und beides ließ er aus den Händen gleiten.“ Diskreditiert waren auch die Gothaer Liberalen, fügt Jörg-Detlef Kühne hinzu, die zum Kompromiss bereit waren, aber die preußische Politik abermals falsch eingeschätzt hätten.
David E. Barclay zufolge wünschte der widersprüchliche preußische König sich durchaus eine Versöhnung der Gegensätze seiner Zeit: Der negative Kampf gegen die Revolution könnte mit positiven Schritten zu einer deutschen Einheit verbunden werden, Preußen könnte seine Macht auf die Mittelstaaten ausdehnen, während Österreich die Führungsrolle in Mitteleuropa zugesichert werde. So fand der Radowitz’sche Plan bei Friedrich Wilhelm Anklang, eine Zeitlang wenigstens, und ebenso zeitweise sah es aus, als wenn der Plan Erfolg haben könnte. Doch: „Angesichts der Realitäten in dem preußischen Staat und der für Friedrich Wilhelms Regierungsstil so typischen Konfusion hatte das Unionsprojekt zu keiner Zeit größere Erfolgsaussichten […].“ Zurückblickend verrate nach Barclay das Unionsprojekt aber mehr über diese damaligen Realitäten als die spätere Reichsgründung und solle daher auch „für sich selbst untersucht“ werden, „nicht nur als Vorspiel“ von 1871.

## Belege
1. ↑  Warren B. Morris, jr.: The Road to Olmütz: The Career of Joseph Maria von Radowitz, New York 1976, S. 88.
2. ↑  Ernst Rudolf Huber: Deutsche Verfassungsgeschichte seit 1789. Band 2: Der Kampf um Einheit und Freiheit 1830 bis 1850. 3., wesentlich überarbeitete Auflage, Kohlhammer, Stuttgart [u. a.] 1988, ISBN 3-17-009741-5, S. 885–887.
3. ↑  Karl Obermann: Deutschland von 1815 bis 1849 (Von der Gründung des Deutschen Bundes bis zur bürgerlich-demokratischen Revolution). Deutscher Verlag der Wissenschaften. Berlin, 3., überarbeitete Aufl. 1967, S. 407.
4. ↑  Hans-Werner Hahn: „Daß aber der Bundesstaat gegründet werden muß …“ Die thüringischen Staaten und die Erfurter Union. In: Gunther Mai (Hrsg.): Die Erfurter Union und das Erfurter Unionsparlament 1850. 2000, S. 245–270, hier S. 250–252.
5. ↑  Hans-Werner Hahn: „Daß aber der Bundesstaat gegründet werden muß …“ Die thüringischen Staaten und die Erfurter Union. In: Gunther Mai (Hrsg.): Die Erfurter Union und das Erfurter Unionsparlament 1850. 2000, S. 245–270, hier S. 250–252, 254–256.
6. ↑  Ernst Rudolf Huber: Deutsche Verfassungsgeschichte seit 1789. Band 2: Der Kampf um Einheit und Freiheit 1830 bis 1850. 3., wesentlich überarbeitete Auflage, Kohlhammer, Stuttgart [u. a.] 1988, ISBN 3-17-009741-5, S. 890–891.
7. ↑  Siehe Ernst Rudolf Huber: Deutsche Verfassungsgeschichte seit 1789. Band 2: Der Kampf um Einheit und Freiheit 1830 bis 1850. 3., wesentlich überarbeitete Auflage, Kohlhammer, Stuttgart [u. a.] 1988, ISBN 3-17-009741-5, S. 892.
8. ↑  Gunther Mai: Erfurter Union und Erfurter Unionsparlament. In: Gunther Mai (Hrsg.): Die Erfurter Union und das Erfurter Unionsparlament 1850. 2000, S. 9–52, hier S. 40–41.
9. ↑  Walter Schmidt: Die Stadt Erfurt, ihre Bürger und das Parlament. In: Gunther Mai (Hrsg.): Erfurter Union und Erfurter Unionsparlament. 2000, S. 433–466, hier S. 40–41.
10. ↑  Gunther Mai: Erfurter Union und Erfurter Unionsparlament. In: Gunther Mai (Hrsg.): Die Erfurter Union und das Erfurter Unionsparlament 1850. 2000, S. 9–52, hier S. 26.
11. ↑  Gunther Mai: Erfurter Union und Erfurter Unionsparlament. In: Gunther Mai (Hrsg.): Die Erfurter Union und das Erfurter Unionsparlament 1850. 2000, S. 9–52, hier S. 25–26.
12. ↑  Ernst Rudolf Huber: Deutsche Verfassungsgeschichte seit 1789. Band 2: Der Kampf um Einheit und Freiheit 1830 bis 1850. 3., wesentlich überarbeitete Auflage, Kohlhammer, Stuttgart [u. a.] 1988, ISBN 3-17-009741-5, S. 893–894.
13. ↑  Gunther Mai: Erfurter Union und Erfurter Unionsparlament. In: Gunther Mai (Hrsg.): Die Erfurter Union und das Erfurter Unionsparlament 1850. 2000, S. 9–52, hier S. 28.
14. ↑  Ernst Rudolf Huber: Deutsche Verfassungsgeschichte seit 1789. Band 2: Der Kampf um Einheit und Freiheit 1830 bis 1850. 3., wesentlich überarbeitete Auflage, Kohlhammer, Stuttgart [u. a.] 1988, ISBN 3-17-009741-5, S. 892.
15. ↑  Gunther Mai: Erfurter Union und Erfurter Unionsparlament. In: Gunther Mai (Hrsg.): Die Erfurter Union und das Erfurter Unionsparlament 1850. 2000, S. 9–52, hier S. 41.
16. ↑  Sven Ballenthin: Die "Gothaer Versammlung" 1849 : ein liberaler Weg zu Deutschlands Einigung? In: Gothaisches Jahrbuch. Band 2. Gotha 1999, S. 67–81.
17. ↑  Jochen Lengemann: Das Deutsche Parlament von 1850. Wahlen, Abgeordnete, Fraktionen, Präsidenten, Abstimmungen. In: Gunther Mai (Hrsg.): Die Erfurter Union und das Erfurter Unionsparlament. 2000, S. 307–340, hier S. 310.
18. ↑  David E. Barclay: Preußen und die Unionspolitik 1849/1850. In: Gunther Mai (Hrsg.): Die Erfurter Union und das Erfurter Unionsparlament 1850. 2000, S. 53–80, hier S. 74.
19. ↑  David E. Barclay: Preußen und die Unionspolitik 1849/1850. In: Gunther Mai (Hrsg.): Die Erfurter Union und das Erfurter Unionsparlament 1850. 2000, S. 53–80, hier S. 75–77.
20. ↑  David E. Barclay: Preußen und die Unionspolitik 1849/1850. In: Gunther Mai (Hrsg.): Die Erfurter Union und das Erfurter Unionsparlament 1850. 2000, S. 53–80, hier S. 77–78.
21. ↑  Hans-Ulrich Wehler: Deutsche Gesellschaftsgeschichte. Band 2: Von der Reformära bis zur industriellen und politischen „Deutschen Doppelrevolution“ 1815–1845/1849. C.H. Beck, München 1987, ISBN 3-406-32262-X, S. 756.
22. ↑  Gunther Mai: Erfurter Union und Erfurter Unionsparlament. In: Gunther Mai (Hrsg.): Die Erfurter Union und das Erfurter Unionsparlament 1850. 2000, S. 9–52, hier 18.
23. ↑  Jörg-Detlef Kühne: Die Reichsverfassung der Paulskirche. Vorbild und Verwirklichung im späteren deutschen Rechtsleben. 2., überarbeitete und um ein Nachwort ergänzte Auflage, Luchterhand, Neuwied [u. a.] 1998, ISBN 3-472-03024-0, S. 87 (zugleich: Bonn, Universität, Habilitations-Schrift, 1983).
24. ↑  David E. Barclay: Preußen und die Unionspolitik 1849/1850. In: Gunther Mai (Hrsg.): Die Erfurter Union und das Erfurter Unionsparlament 1850. 2000, S. 53–80, hier S. 78–80.